# Saint-André-de-Restigouche
Saint-André-de-Restigouche è un comune del Canada, situato nella provincia del Québec, nella regione di Gaspésie-Îles-de-la-Madeleine.